# Древняя и Новая Россия
«Древняя и Новая Россия» (Древняя и Новая Россія) — исторический иллюстрированный ежемесячный журнал (до 1879 года — сборник). Издавался в Санкт-Петербурге с января 1875 года по март 1881 года. Публиковал статьи по истории, археологии и этнографии народов России, документальные материалы и мемуары. Значительное место отводил вопросам истории культуры и быта. Отдел критики и библиографии журнала помещал отзывы на русские и иностранные сочинения по истории России.

## Предыстория журнала
Основателей журнала историка С. Н. Шубинского и библиографа П. А. Ефремова сблизила смерть их общего друга, бедствовавшего всю жизнь историка М. Д. Хмырова, в 1872 году. Поводом к сближению послужило возмущение обоих историков безучастием издателя «Русской старины» М. И. Семевского к судьбе их общего приятеля (который также являлся и другом Семевского), лишённого постоянной работы в журнале последнего. Этот разговор невольно навёл на мысль о создании своего собственного издания. Но поскольку средств на издание журнала не было ни у Шубинского, ни у Ефремова, выбор издателя выпал на В. И. Грацианского, чиновника Государственного Банка, который только что завёл маленькую типографию. В 1873 г. идея нового журнала была поддержана многими историками, но переговоры с Грацианским затянулись на целый год. В 1874 г. окончательно утвердился авторский состав будущего журнала, В. С. Курочкиным придумано название «Древняя и Новая Россия» по аналогии с известной работой Н. М. Карамзина и получено разрешение на его издание. Профессор К. Н. Бестужев-Рюмин написал предисловие к первому номеру журнала.

## Программа журнала
1) Очерки и рассказы из русской истории, древней и новой; а равно из истории русской литературы, искусств, художеств и т. п.
2) Биографии русских деятелей, всех времён и на всех поприщах, и тех из иностранцев, которые имели какое-либо отношение к России.
3) Описания русских городов, местностей, замечательных храмов, зданий, памятников, древностей, обычаев, нравов и т. п.
4) Записки, воспоминания и письма русских людей и другие исторические материалы и документы. Переводы и извлечения из записок и воспоминаний иностранцев о России.
5) Библиография вновь выходящих русских и иностранных сочинений, относящихся к истории России.
6) Исторические анекдоты, новости, открытия, некрологи и т. п.

## Концепция журнала и его сотрудники
При создании журнала С. Н. Шубинский и П. А. Ефремов отталкивались от своих знаменитых предшественников: журналов «Русская старина» и «Русский архив». Имелось в виду размещать на страницах журнала не «сырые», необработанные исторические документы, как это делалось доселе П. И. Бартеневым и М. И. Семевским, а готовые материалы, прошедшие обработку, выверенные и прокомментированные профессиональными историками. Кроме самого Шубинского и Ефремова здесь были опубликованы работы таких историков, как К. Н. Бестужев-Рюмин, И. А. Голышев, И. Е. Забелин, Н. И. Костомаров, С. М. Соловьёв, Д. И. Иловайский, Н. Я. Аристов, В. И. Герье, П. К. Мартьянов, М. И. Сухомлинов, Я. К. Грот, О. Ф. Миллер, Е. Е. Замысловский, А. Н. Веселовский, Л. Н. Майков и др.
Второй непреложной задачей С. Н. Шубинского стало максимально доступное, популярное изложение материала с тем, чтобы не засушить интерес к истории у рядового читателя. Шубинский уже имел к этому времени опыт популяризации исторического материала, но если с первой задачей ему справиться удалось, то со второй проблемой ему не удалось найти понимания у своих именитых коллег по журналу: из всех названных историков популяризатором истории мог считаться только Н. И. Костомаров, что вовсе не отменяет заслуг «Древней и Новой России», внёсшей заметный вклад в российскую историографию материалами исключительной важности.
На страницах сборника увидели свет «Сенат в начале царствования императрицы Екатерины II», «Восточный вопрос в 1827, 1828 и 1829 годах», «Двадцатипятилетие истории России», С. М. Соловьева; «Самодержавный отрок. (Император Петр II)», «Екатерина Алексеевна, первая русская императрица», Н. И. Костомарова, «Волнение крестьян, приписанных к олонецким заводам, в 1769—1771 гг.», В. И. Семевского, очерки и записки декабриста Д. И. Завалишина, «Записки» Н. И. Греча, «Гоголь и русские художники в Риме», В. В. Стасова и мн. др.

## Внутри редакции
Шубинский стал редактором по той причине, что считался удобным, компромиссным человеком для разных направлений общественной мысли. Однако он сам не отрицал отсутствие у себя и у Грацианского какого-то бы ни было редакционно-издательского опыта. Ошибки, которые совершила редакция, по мнению Шубинского, состояли в непривычном формате журнала in 4 °, завышенной цене — 13 руб. 50 коп. Всё это было сделано из благих побуждений: журнал печатался на дорогой бумаге с хорошей полиграфией, с обилием иллюстраций и выглядел очень изящно. Журнал напечатали неоправданно высоким тиражом 3000 экз., тогда как подписка собрала всего 1350 читателей. Оставшийся тираж осел мёртвым грузом. Деньги на издание вскоре кончились, началась экономия на гонорарах, журнал стал печататься скромнее, и подписка пошла также вниз. Начались трения внутри редакции, сотрудник журнала П. А. Гильтебрандт убеждал В. И. Грацианского передать редактирование издания ему. Шубинский начал отказываться от редактирования журнала по той причине, что тот не получил поддержки читателей и был убыточным. Но убыточными были и «Русский архив», и «Русская старина». Тираж первого не превышал 1200 экз., а тираж второго составлял в то время две-три тысячи. Тираж «Древней и Новой России» колебался между 1000 и 1600 экз., что было обычной журнальной практикой. Издание полноценного исторического журнала было в то время ещё уделом исключительно подвижников. Однако Шубинский уже мечтал об ином журнале, он предлагал Грацианскому продать убыточный журнал, но тот отказался. В. И. Грацианский нёс значительные убытки, но всё-таки на реформирование журнала, предложенное С. Н. Шубинским, не решался. В итоге Шубинский в сентябре 1879 года снял с себя редактирование журнала и начал сотрудничество с новым издателем — на этот раз с издателем «Нового времени» А. С. Сувориным, которого он смог убедить в необходимости нового исторического журнала «Исторический вестник».
В октябре 1879 года Владимир Грацианский помещает заявление «От новой редакции» и самостоятельно продолжает вести «Древнюю и Новую Россию» в качестве редактора-издателя журнала, но на мартовском номере 1881 года издание всё-таки прекращается. Всего вышло 75 выпусков ежемесячника. После ухода Шубинского в «Исторический вестник» часть сотрудников продолжала сотрудничать в обоих журналах, а с закрытием «Древней и Новой России» их сотрудничество с Шубинским стало почти неизбежным, но уже в новой фазе историко-журнальной деятельности.